# The Road Hammers

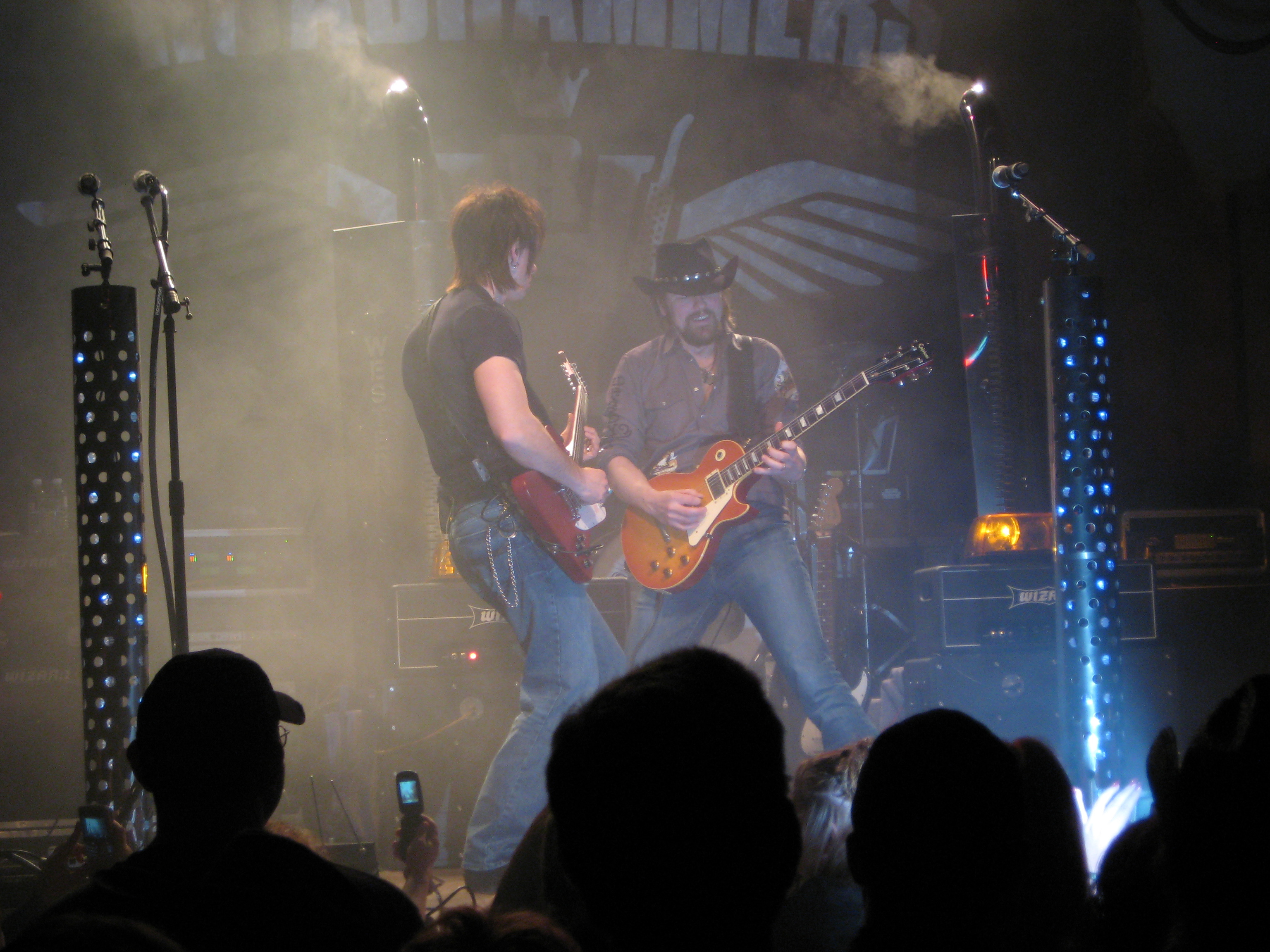
Jason McCoy

The Road Hammers est un groupe canadien mélangeant musique country/rock sudiste/Blues. Le groupe est composé de Jason McCoy, multi-vainqueur du titre de chanteur country de l'année, Clayton Bellamy et Chris Byrne. Formé par McCoy, le groupe s'inspire de la musique "trucker" (camionneur litteralement en français)et du rock sudiste (southern rock) des années 60/70. Leur premier album s'inspire de différents classiques des "trucker's songs" (chanson pour routier).

## Histoire
Le groupe fut formé par McCoy, qui rencontra Clayton Bellamy, dont son père été routier. Ensuite Chris Byrne se greffa au duo, tous trois venant de la région de l'Alberta dans l'Ouest Canadien. Les trois partagèrent le goût de la musique country, trucker, et voulant rendre hommage aux personnes qui passent leur vie sur les routes, et qui partagent un vrai style de vie et vision de la vie. 
Leur premier album f^t réalisé en 2005, l'album incluant Girl on the billboard datant de 1965, chanté par Del Reeves, East bound and Down par Jerry Reed, et Willin de Little Feat. Durant l'enregistrement de leur premier album, le groupe fut suivi par des caméras de CMA Canada, pour un reality Show sur le processus de leurs album.